# پائولو گالتی
پائولو گالتی (به ایتالیایی: Paolo Galletti) زادهٔ ۷ مارس ۱۹۳۷ - درگذشته ۲۵ آوریل ۲۰۱۵) شناگر اهل کشور ایتالیا بود.